# Henri Bouillard
Henri Bouillard (Charlieu, 13 marzo 1908 – VII arrondissement di Parigi, 22 giugno 1981) è stato un presbitero e teologo francese, membro della Compagnia di Gesù.
Professore di teologia fondamentale all'Istituto Cattolico di Parigi, nel 1967 fondò insieme a Jean Daniélou l'Istituto di Scienza e Teologia delle Religioni (ISTR).

## Biografia
Dopo aver studiato per quattro anni al Seminario di Saint-Sulpice a Issy-les-Moulineaux, dal 1930 all'11 ottobre 1932 frequentò l'Institut catholique de Paris, quindi due anni di noviziato dei Gesuiti a Yzeure e poi altri due anni di teologato a Fourvière, a Lione. Il 24 agosto 1936 fu ordinato sacerdote dal vescovo Michel d'Herbigny. Successivamente, insegnò per due anni a Beirut.
Nel 1941 conseguì il dottorato presso la Pontificia Università Gregoriana sotto la guida del rev. Charles Boyer, SJ, pur essendogli impeditoil ritorno a Roma dall'ottobre 1940. Nello stesso anno, entrò a far parte della Facoltà Teologica di Fourvière dove insegnava Henri de Lubac. Nel 1944 la sua dissertazione dottorale fu pubblicata col titolo Conversion et grâce chez saint Thomas d'Aquin (Conversione e grazia in San Tommaso d'Aquino). Essa enfatizzò il ruolo dell'uomo nella conversione religiosa al punto d destare un acceso dibattito fra i neotomismo. Bouillard sostenne che san Tommaso d'Aquino nel corso della sua vita mutò la propria concezione del rapporto fra natura e grazia.. Quando Henri de Lubac pubblicò Surnaturel nel 1946, la tesi di padre Bouillard alimentò un dibattito più generale sulla Nouvelle théologie da parte dei teologi di Fourvière.
Dopo la promulgazione dell'enciclica Humani generis di papa Pio XII il 13 luglio 1950, padre Bouillard fu licenziato dalla cattedra di Fourvière a causa dei suoi legami con la Nouvelle théologie, così come Émile Delaye, Alexandre Durand , Henri de Lubac e Pierre Ganne. Nei sette anni successivi approfondì lo studio di Karl Barth, oggetto di una seconda tesi (dottorato in lettere) presentata nel 1956 alla Sorbona e discussa alla presenza dello stesso Barth, al cospetto di una giuria presieduta da Jean Wahl.
Il 3 luglio 1964 fu nominato docente presso la Facoltà di Teologia e Scienze Religiose dell'Istituto Cattolico di Parigi dove insegnò teologia fondamentale entrando in dialogo con i principali esponenti della fenomenologia in Francia (Emmanuel Lévinas ed Eric Weil). Nel 1967 fondò insieme a Jean Daniélou l'Istituto di Scienza e Teologia delle Religioni. Nel 1978 abbandonò la vita accademica.
Il pensiero teologico di Henri Bouillard fu plasmato da Karl Barth, Maurice Blondel ed Eric Weil (con alcuni influssi di Tommaso d'Aquino).

## Opere
Libri
- Conversion et grâce chez saint Thomas d'Aquin, Aubier, 1944.
- Karl Barth, tre tomi, Aubier, 1957.
- Blondel et le christianisme, Seuil, 1961.
- Logique de la foi, Aubier, 1964.
- Connaissance de Dieu, Aubier-Montaigne; 1967.
- Comprendre ce que l'on croit , Aubier, 197l.
- Vérité du christianisme, postfazione di Henri de Lubac, curata da K.H. Neufeld, Desclée de Brouwer, 1989
- Le Mystère chrétien à l'épreuve de la raison et de la foi, prefazione di mons. Rino Fisichella, Téqui, 2001.

Studi
- Joseph Doré, Théologie et philosophie chez Henri Bouillard, in Nouvelle revue théologique, nº117, 1995.
- Dossier Henri Bouillard (1908-1981), dans Recherches de science religieuse, tomo 97, 2009/2, editore Centre Sèvres.
- Michel Castro, Philosophie morale et foi chrétienne selon Henri Bouillard, in Transversalités nº97, 2006.
- Michel Castro, L'itinéraire théologique d'Henri Bouillard, Cerf, 2012.
- Michel Castro, De l'apologétique à la théologie fondamentale: l'itinéraire d'Henri Bouillard, in Transversalités nº 124, 2012.